# Tomer Chencinski
Tomer Chencinski (en hebreo: תומר חנצ'ינסקי‎; Bat Yam, Israel, 1 de diciembre de 1984) es un futbolista israelí nacionalizado canadiense. Juega como arquero y actualmente milita en Shamrock Rovers de la Liga irlandesa de fútbol.

## Biografía
Nacido en Bat Yam, es hijo de padres polacos de origen judío; Su padre es de Lodz, mientras que su madre es de Czestochowa. Tenía 8 años cuando su familia se trasladó desde Tel Aviv a Thornhill, Canadá. A los 8 años comenzó a jugar en Glen Shields SC.

## Selección
Ha sido internacional con la Selección de Canadá en 1 ocasión.

## Clubes
| Club                           | País           | Año           |
| ------------------------------ | -------------- | ------------- |
| Harrisburg City Islanders      | Estados Unidos | 2009 - 2010   |
| VPS Vaasa                      | Finlandia      | 2011          |
| Örebro SK                      | Suecia         | 2012          |
| Maccabi Tel Aviv               | Israel         | 2012 - 2013   |
| Hakoah Ramat Gan               | Israel         | 2013 - 2014   |
| Ironi Nir Ramat HaSharon F. C. | Israel         | 2014 - 2015   |
| RoPS Rovaniemi                 | Finlandia      | 2015          |
| FC Santa Claus                 | Finlandia      | 2015          |
| Helsingborgs IF                | Suecia         | 2016          |
| Shamrock Rovers                | Irlanda        | 2016-presente |